# Costus sulfureus
Costus sulfureus är en enhjärtbladig växtart som beskrevs av Karl Moritz Schumann. Costus sulfureus ingår i släktet Costus och familjen Costaceae.
Artens utbredningsområde är Sulawesi. Inga underarter finns listade.